# فیلم زوج هنری

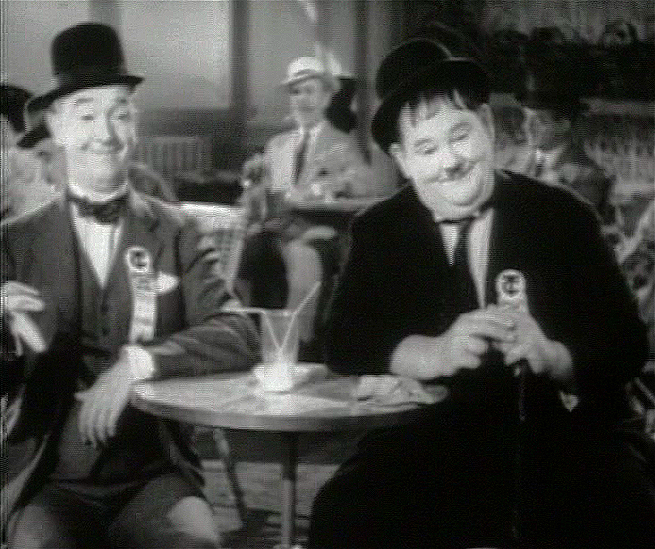
لورل و هاردی در فیلم The Flying Deuces محصول ۱۹۳۹. لورل و هاردی یکی از اولین زوج هایی بودند که در فیلم های دوستانه از دهه ۱۹۳۰ به بعد ظاهر شدند و می توان به جرات گفت برترین زوج هنری قرن بیستم بودند.

فیلم زوج هنری (به انگلیسی: buddy film) به زیرسبکی از فیلم‌های اکثرا کمدی/درام گفته می‌شود که یک زوج بازی‌گر همجنس (به لحاظ تاریخی معمولاً مرد) در فیلم ایفای نقش می‌کنند که از نظر بعضی از خصوصیات با هم تفاوت دارند. این سبک فیلم‌ها در قرن بیستم در سینمای آمریکا ظهور پیدا کرد.

## تعاریف کلی
فیلم "زوج هنری" زیرسبکی از کمدی های عاشقانه یا دو زوج دگرجنس صمیمی است که ترکیبی از فیلم های عاشقانه، ماجراجویی و کمدی است که در آن دو نفر که از طریق نوعی محبت یا عشق به یکدیگر پیوند خورده اند، به یک ماجراجویی، ماموریت یا جاده می روند یا سفر. این دو معمولاً مرد هستند(عشق افلاطونی) با شخصیت های متضاد. این تضاد گاهی با تفاوت قومی بین این دو برجسته می شود. فیلم زوج هنری در سینمای وسترن نیز رایج است. برخلاف برخی دیگر از ژانر های فیلم، این فیلم تا قرن بیستم با جفت‌ های مختلف و مضامین متفاوت دوام آورد.

## روابط مرد و مردی دیگر
روابط صمیمانه دو مرد مهم ترین زیرین سبک خود سبک زوج هنری است("نکته:دقت کنید که این سبک از صنعت سینما صرفا به دوستی و روابط صمیمانه و پیوسته در پی آن بوده و اصلاً به معنای همجنسگرایی یا سکس و عشق دگرجنسی نیست.") مانند لورل و هاردی که در بالا ذکر شده است. در این فیلم ها جفت شدن دو نفر، اغلب همجنس، اکثرا مردان را به تصویر می‌کشد. دوستی بین این دو نفر، رابطه کلیدی در یک فیلم دوستانه است. این دو نفر اغلب از پیشینه‌های متفاوتی می‌آیند یاشخصیت‌های متفاوتی دارند و تمایل به درک نادرست از یکدیگر دارند. از طریق وقایع فیلم رفیق، آنها دوستی و احترام متقابل قوی تری به دست می آورند. فیلم‌های دوستانه اغلب به بحران‌های مردانگی می‌پردازند. مردانگی‌های آمریکایی:دایره‌المعارف تاریخی توضیح می‌دهد: [فیلم‌های‌دوستانه(Male with male relationship)] به تماشاگران مردی که در حال تماشای فیلم هستند، فرصتی را ارائه می‌دهند تا نوعی پیوند و رفتار مردانه را که معمولاً به دلیل محدودیت‌های اجتماعی دلسرد می‌شود، ایجاد کنند. این گونه فیلم‌ها فضایل رفاقت مردانه را تمجید می‌کنند و روابط زن و مرد را به موقعیتی فرعی تنزل می‌دهند.

## روابط زن و زنی دیگر
فیلم "زوج هنری زن" شبیه به همان زیرین سبک ارتباطات صمیمی است با این تفاوت که شخصیت های اصلی زن هستند و بر موقعیت آنها متمرکز است. بسته به داستان، بازیگران غالبا دو زن هستند و باید عمدتا زن باشند. تعداد فیلم‌های زوج هنری زن بسیار کمتر از فیلم‌های زوج هنری مرد است. با این حال، نمونه‌های قابل توجه عبارتند از تلما و لوئیز در سال ۱۹۹۱، که تأثیر محبوبی شبیه بوچ کسیدی و ساندنس کید داشت و راه را برای دوستی‌های زنانه روی پرده هموار کرد، مانند دوستی‌هایی در فیلم‌های صبر کردن،  بازدم زدن، راه رفتن و صحبت کردن!، و گوجه فرنگی های سبز سرخ شده در روغن!

## ژانرهای ترکیبی
فیلم‌های زوج هنری اغلب با ژانرهای دیگر، مانند فیلم‌های جاده‌ای، وسترن، کمدی و فیلم‌های اکشن با حضور پلیس ترکیب می‌شوند. "تهدید مردانگی" ارتباطات مرد و مرد به ژانر آن بستگی دارد: زنان در کمدی، قانون در فیلم‌هایی درباره دوستان یاغی، و جنایتکاران در فیلم‌های اکشن درباره دوستان پلیس.

## تاریخچه

### پیش از دهه ۱۹۳۰ میلادی
فیلم زوج هنری در سینمای ایالات متحده بیشتر از سینمای سایر کشورهای غربی رایج است که تمایل دارند بر روابط عاشقانه زن و مرد یا یک قهرمان مرد فردی تمرکز کنند. دیوید تامسون، مورخ سینما، مشاهده می‌کند که فیلم‌های زوج در میان فیلم‌های بریتانیایی و فرانسوی نادر است، "شما نمی‌بینید که سه انگلیسی مانند مردان آمریکایی رفتار می‌کنند که وقتی با مردان دیگر در کنار هم هستند، واقعاً خوشحال‌تر هستند."  پیوند مردانه در ایالات متحده به شخصیت های هاک فین و "تام سایر" نویسنده قرن نوزدهمی، هاک فین و "تام سایر" به عنوان یک «ترکیب پسر خوب و پسر بد» و همچنین هاک فین و برده جیم در رمان تواین به نام «ماجراهای هاکلبری فین» در سال ۱۸۸۴ بازمی گردد. آثار وودویل در اوایل قرن بیستم ایالات متحده اغلب جفت‌های مرد را نشان می‌داد. نمونه دیگر می تواند شاهزاده و فقیر با شاهزاده ادوارد و مایلز هندون در سال ۱۸۸۱ باشد.

### دهه ۱۹۳۰ تا ۱۹۶۰:زوج هنری کمدی
از دهه ۱۹۳۰ تا ۶۰ در ایالات متحده، زوج های هنری کمدی مردانه اغلب در فیلم های دوستانه ظاهر می شدند. لورل و هاردی و ابوت و کاستلو در دهه های ۳۰ و ۴۰ میلادی محبوب بودند. لورل و هاردی در فیلم هایی مانند پسران صحرا (۱۹۳۳) و ابوت و کاستلو در فیلم هایی مانند باک خصوصی (۱۹۴۱) بازی کردند. یکی دیگر از دو کمدی ویلر و وولسی بود که در فیلم Half Shot at Sunrise (۱۹۳۰)(نیمه شات در طلوع آفتاب) بازی کرد. بینگ کرازبی و باب هوپ در سال ۱۹۴۰ در فیلم پارامونت پیکچرز جاده ای به سنگاپور، با هم بازی کردند، که منجر به ساخت فیلم‌های روابط دوستانه دیگر دهه ۱۹۴۰ شد که لس‌آنجلس تایمز آن‌ها را به عنوان «فانتزی‌های فرار از زمان جنگ» توصیف کرد.  هوپ و کرازبی با هم در یک سری فیلم بازی کردند که تا دهه ۱۹۶۰ ادامه یافت. دین مارتین و جری لوئیس دو نفر محبوب در دهه ۱۹۵۰ بودند و والتر ماتائو و جک لمون در دهه ۱۹۶۰ با بازی در فیلم موفق سال ۱۹۶۸ به زوج هنری عجیب و غریب مشهور بودند. یک انحراف عمده ازفیلم‌های دوستانه کمیک‌تر آن دوران، فیلم ژاپنی سگ ولگرد آکیرا کوروساوا در سال ۱۹۴۹ بود که توشیرو میفونه و تاکاشی شیمورا در آن بازی کردند. این یک فیلم نوآر رویه ای پلیسی جدی تری بود که به عنوان پیش درآمد ژانر فیلم پلیسی زوج هنری مردانه عمل کرد.

### دهه ۱۹۶۰ تا ۱۹۷۰:پاسخ به فمینیسم و جامعه

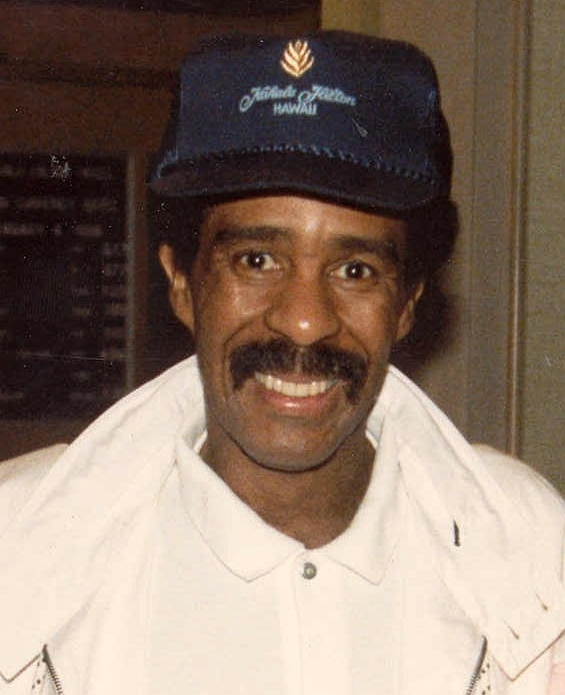

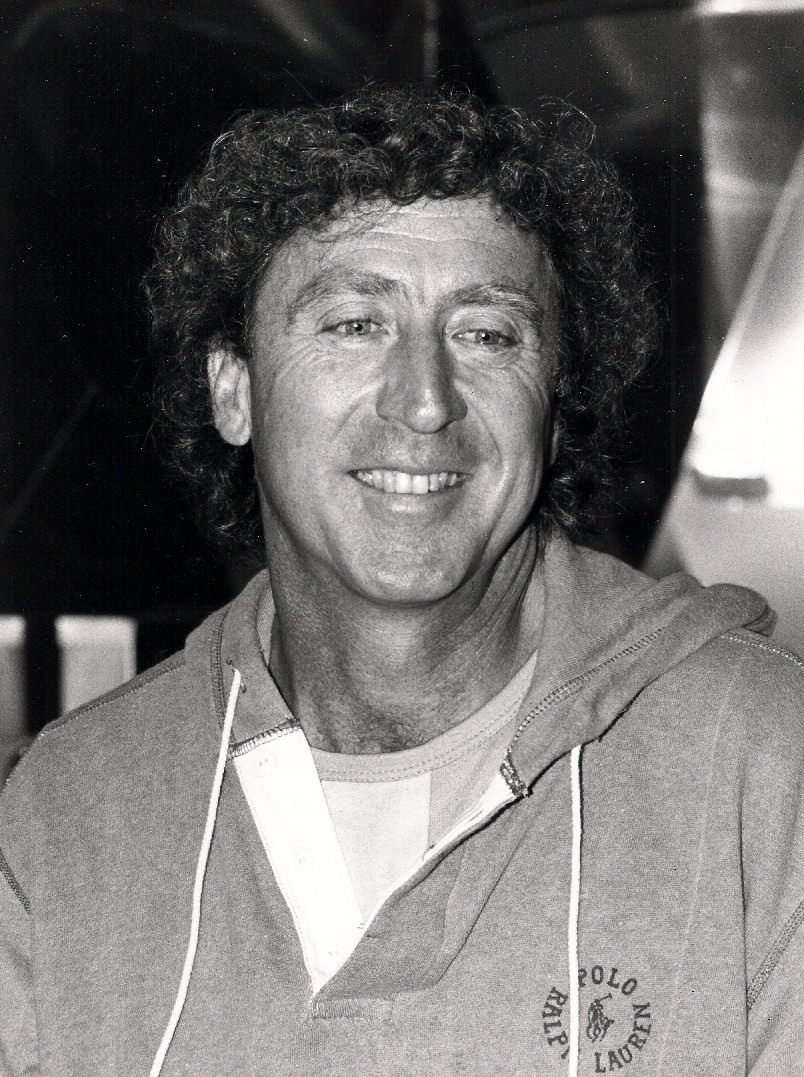

ریچارد پرایور(تصویر اول در سال ۱۹۸۶) و جین وایلدر(تصویر دوم در ۱۹۸۴)

در طول دهه‌های ۱۹۶۰ و ۱۹۷۰، جنبش فمینیستی و «پرسش گسترده» از نهادهای اجتماعی بر فیلم‌های زوج هنری دوستانه تأثیر گذاشت. این فیلم‌ها دوستی‌های مردانه را بیشتر مورد بررسی قرار می‌دادند و فردگرایی را تشویق می‌کردند، به‌ویژه برای رهایی از زنان و جامعه. منتقدانی مانند مولی هسکل و رابین وود فیلم‌های دهه‌ها را به‌عنوان «واکنش جنبش فمینیستی» می‌دانستند.  روایتی.. با مرد ساختن هر دو قهرمان داستان، موضوع اصلی فیلم رشد و توسعه دوستی آنها می شود. بنابراین زنان به عنوان علایق عشقی بالقوه از فضای روایت حذف می شوند. فیلم های زوج هنری مردان این دهه ها نیز بودند  اما ترکیب شده با فیلم های جاده ای. فیلم های دوستان دهه ها شامل بوچ کسیدی و ساندنس کید (۱۹۶۹)، ایزی رایدر (۱۹۶۹)، گاوچران نیمه شب (۱۹۶۹)، صاعقه و لایت فوت (۱۹۷۴)، و بعد از ظهر روز سگ (۱۹۷۵) بود. لس آنجلس تایمز گفت فیلم هایی مانند مترسک (۱۹۷۳) و همه مردان رئیس جمهور (۱۹۷۶) "پارانویا و بیگانگی" احساس شده در آن دوران را منعکس می کنند. فراتر از هالیوود، یک فیلم جاده ای دوستانه مردان قابل توجه در آن دوران، فیلم شولای «کری وسترن» بالیوود (۱۹۷۵) بود که پرفروش ترین فیلم هندی تمام دوران بود.
فیلم‌های دوستانه دو نژادی در دهه‌های ۱۹۷۰ و ۱۹۸۰ ظهور کردند. ریچارد پرایور و جین وایلدر با نوار نقره‌ای(۱۹۷۶) و استیر احمق(۱۹۸۰) این جنبش را آغاز کردند. ادی مورفی یک بازیگر کلیدی در فیلم‌های دوستانه دو نژادی بود که در ۴۸ ساعت (۱۹۸۲) با نیک نولتی و در محله‌های تجاری(۱۹۸۳) با دن آیکروید بازی کرد. در طول دهه ۱۹۸۰، نقش‌های فردی در فیلم‌های دوستانه مردان دو نژادی معکوس می‌شوند. "دیگری نژادی.. بیش از حد متمدن است" در حالی که مرد سفیدپوست "برای بقا در منظر شهری مجهز است."

### دهه ۱۹۸۰: فیلم های اکشن و جفت های دو نژادی!
دهه ۱۹۸۰ یک دهه محبوب برای فیلم‌های اکشن بود، و ژانری که «مردانگی، قهرمان‌گرایی و میهن‌پرستی را در یک تصویر ایده‌آل آمیخته می‌کرد» با فیلم‌های زوج هنری ترکیب شد. پس از جنبش حقوق مدنی، پیشرفت سیاهپوستان در جفت‌های دو نژادی رایج‌تر نیز منعکس شد. در این دهه فیلم بادی پلیس جای فیلم جاده که دوستانه مردان بود را گرفت. فیلم‌های اکشن با جفت‌های دو نژادی شامل فیلم ۴۸ ساعت با بازی ادی مورفی و نیک نولتی محصول ۱۹۸۲ و فیلم اسلحه مرگبار با بازی مل گیبسون و دنی گلاور در سال ۱۹۸۷ است. ترکیب دیگری از فیلم اکشن و فیلم زوج هنری مردان در دهه ۱۹۸۰ و یکی دیگر از واژگونی های دو نژادی، فیلم جان سخت در سال ۱۹۸۸ بود که در آن شخصیت قهرمان بروس ویلیس، جان مک کلن، توسط پلیس سیاه پوست آل (با بازی رجینالد ول جانسون) حمایت می شود.

### دهه ۱۹۹۰:ورود رویکردهای جدید به این ژانر
در اوایل دهه ۱۹۹۰، چهره مردانه در فیلم‌ها حساس‌تر شد و برخی از فیلم‌های زوج هنری «مردانه‌ای را در نظر گرفتند که نیازمند روابط حساس تری بین مردان باشد» از جمله این فیلم‌ها می‌توان به شاه ماهیگیر(۱۹۹۱) و رستگاری در شاوشنک(۱۹۹۴) اشاره کرد. این دهه همچنین شاهد رویکردهای جدیدی به این ژانر بود. فیلم ۱۹۹۱ تلما و لوئیس یک رابطه زن هنری از جینا دیویس و سوزان ساراندون را به نمایش گذاشت و فیلم ۱۹۹۳ خلاصه پلیکان یک جفت افلاطونی مرد و زن از جولیا رابرتز و دنزل واشنگتن را به نمایش گذاشت. فیلم سال ۱۹۹۸ ساعت شلوغی یک جفت مرد غیر سفیدپوست از جکی چان و کریس تاکر را به نمایش گذاشت، که لس آنجلس تایمز گفت: نماد کور رنگی در سینمای آمریکا است.
فیلم‌های دوستانه دو نژادی در دهه‌های ۱۹۹۰ و ۲۰۰۰ ادامه یافتند و با ژانرهای مختلفی ترکیب شدند، مانند سفیدپوستان نمی‌توانند بپرند (۱۹۹۲)، ضد گلوله (۱۹۹۶)، گریدلاکد (۱۹۹۷)، امنیت ملی (۲۰۰۳) و فهرست سطل (The Bucket List)(۲۰۰۷).
همچنین در دهه‌های ۱۹۹۰ و ۲۰۰۰، فیلم‌های هالیوودی جان وو، «مضامین وفاداری و اعتماد» ووشیا را از فیلم‌های قبلی‌اش در هنگ‌کنگ وارد کردند تا برداشت‌های متفاوتی از پیوند مردانه ایجاد کنند. کین‌یان استو در سینمای هنرهای رزمی دیاسپورای چین می نویسد:«[در]سومین فیلم هالیوودی خود، Face/Off وو موفق می شود مضامین همجنس گرایی را با امکان به چالش کشیدن مردانگی هژمونیک که خویشاوندی و هم‌خونی را تحکیمببخشد و سیاسی کند. خانواده."جنگ جهانی دوم وو باد گویندگان در سال ۲۰۰۱ دو جفت زوج هنری مردان را به تصویر کشید که هر جفت نشان دهنده نابرابری از طریق قومیت بود(سربازان آمریکایی سفیدپوست از گویندگان کد ناواهو محافظت می کنند اما آماده کشتن سخنگویان برای محافظت از رمز هستند). اسزتو توضیح می دهد:"وو از جفت دوستان دوقلو برای کشف معانی در حال تغییر و احتمالات متعدد در پیوندهای بین نژادی استفاده می کند، نه اینکه صرفاً موقعیت های مسلط را برای مردان دگرجنس گرا سفید بازیابی کند و قدرت بخشد."

## فیلم شناسی برگزیده

### ایرانی و غیر ایرانی
- ۱-رامبد جوان و نیما شعبان نژاد در برنامه خندوانه
- ۲-پژمان جمشیدی و سام درخشانی(بیشتر در مجموعه فیلم خوب،بد،جلف)
- ۳-پتی اسمیت و رابرت مپل‌تورپ
- ۴-فریدا کالو و دیگو ریورا
- ۵-فرانسواز ژیلو و پابلو پیکاسو[۱۱]
- ۶-مهران مدیری و سیامک انصاری
- ۷-داریوش فرضیایی و امیرمحمد متقیان(غالباً در مجموعه کودکانه تلویزیونی عمو پورنگ)[۱۲]
- ۸-ابوت و کاستلو
- ۹-ترنس هیل و باد اسپنسر
- ۱۰-تام و جری[۱۳]
- ۱۱-دودهای پرنده
- ۱۲-برادران آبی
- ۱۳-محله های تجاری
- ۱۴-علم عجیب
- ۱۵-هواپیماها،قطارها و خودروها
- ۱۶-گامات جامات
- ۱۷-دوقلوها
- ۱۸-مالخرها
- ۱۹-منشی ها
- ۲۰-یارانا[۱۴]

## سریال های تلویزیونی
سلاح مرگبار یک سریال تلویزیونی اقتباسی که از سال ۲۰۱۶ تا ۲۰۱۹ پخش شد. سری ۲۰۲۱ شاهین و سرباز زمستان بسیاری از ویژگی‌های ژانر فیلم زوج هنری مرد و مرد را دارد و تحت تأثیر فیلم‌هایی مانند ۴۸ ساعت سرکشی، اولین ها، سلاح مرگبار و ساعت شلوغی است.
```
نمونه های دیگر عبارتند از هاردکاستل و مک‌کورمیک که در آن یک قاضی بازنشسته و آخرین متهمش پرونده هایی را که به دلیل مسائل فنی رد شده بودند، تراشه های چیپ، ماجراجویی دو افسر موتورسیکلت گشت بزرگراه کالیفرنیا، و وویجرز! که در آن یکی از اعضای یک لیگ رد شد، پیگیری می کنند.
[
۱۶
]

سفر مسافران زمان و پسری در زمان برای ترمیم اشتباهات تاریخ جهان! در سال ۲۰۱۸، یک تولید انیمیشن اصلی "یک محل فراتر از کیهان" پخش شد. این فیلم شامل چهار دختر با شخصیت های متضاد و پیشینه زندگی است که برای رفتن به قطب جنوب با هم ملاقات می کنند.
[
۱۷
]
```

## همچنین ببینید
- برومنس
- کمدی برومانتیک
- پلیس رفیق
- زنانگی